# 傑森·卡斯楚
傑森·麥可·卡斯楚（英語：Jason Michael Castro，1987年6月18日—），為美國職棒大聯盟的捕手，目前為自由球員。他先前曾效力過太空人、雙城、天使與教士等隊。他在2008年美國職棒大聯盟選秀中於第一輪第10順位被太空人選走。他在2010年登上大聯盟，2013年入選明星賽。

## 職業生涯

### 休士頓太空人

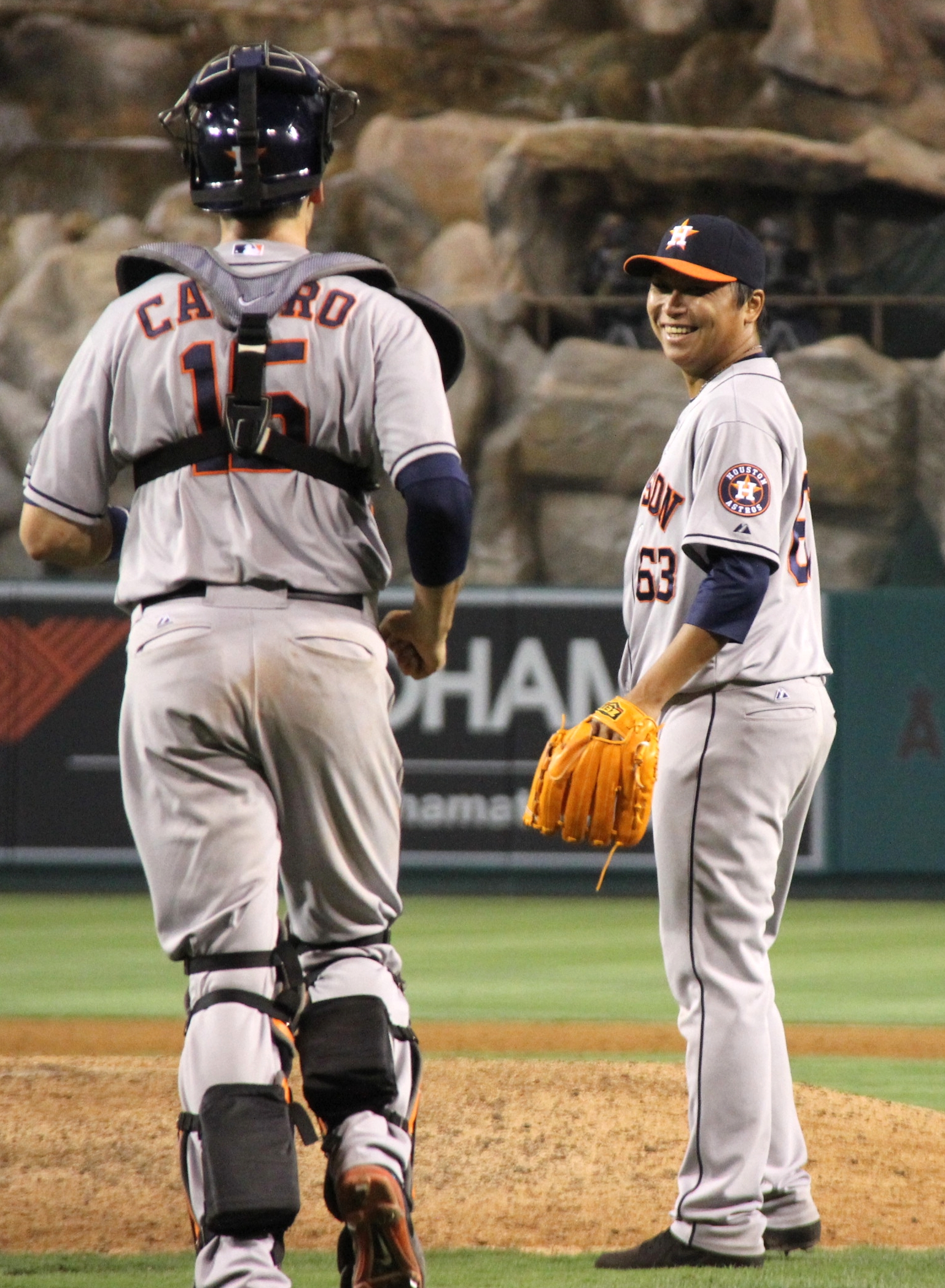
2013年，卡斯楚與來自台灣的投手羅嘉仁

2010年6月20日，太空人先從3A召上卡斯楚，並在兩天後讓他登上大聯盟。他在首打席便敲出大聯盟首安，並在24日敲出大聯盟首轟。
2011年春訓，卡斯楚因為在跑壘時弄傷膝蓋，導致整季報銷。隔年他出賽87場比賽，打擊率為2成57，並敲出6轟與29分打點。

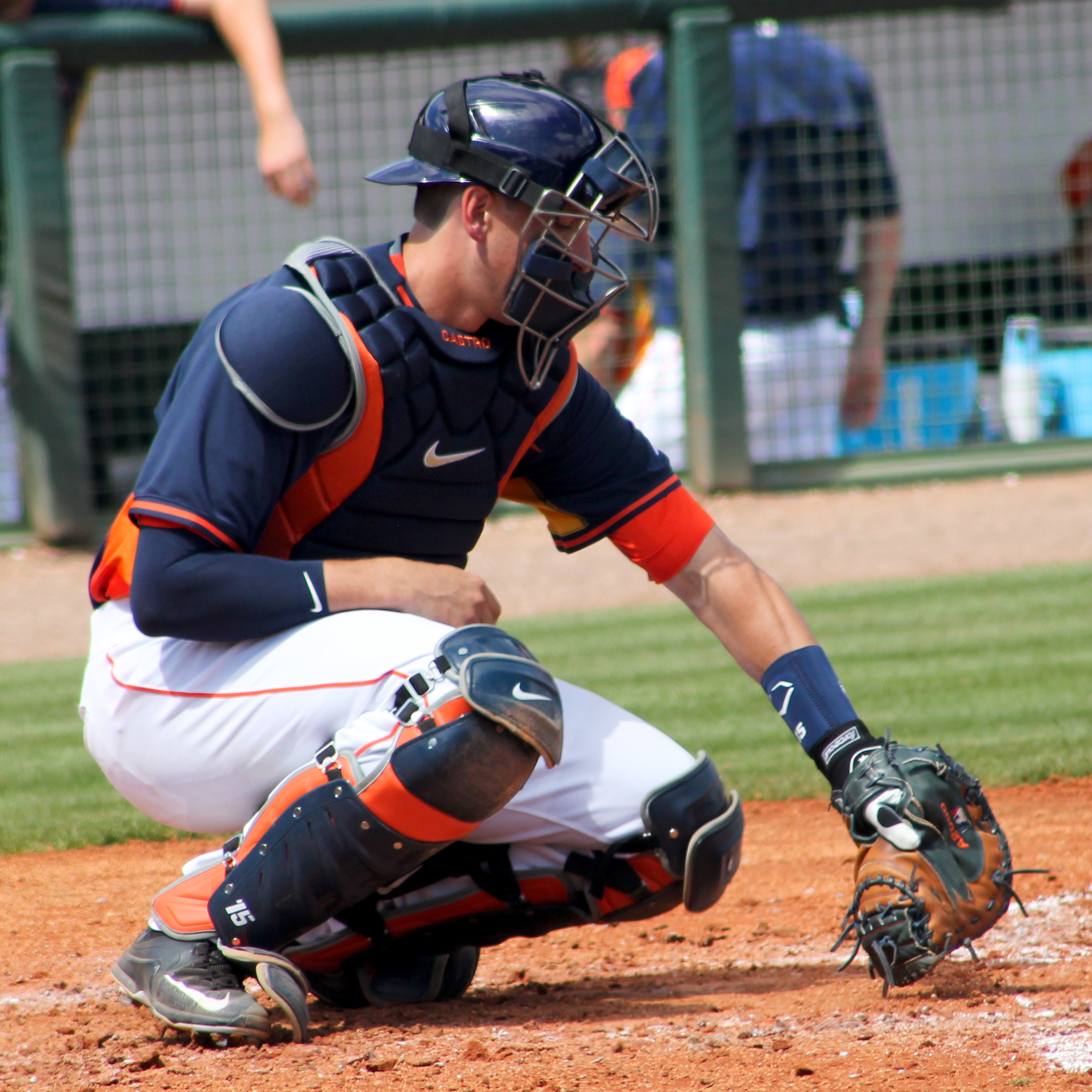
2015年參加春訓的卡斯楚

2013年，卡斯楚獲邀入選明星賽，不過他並未上場。後來他在9月因為膝蓋囊腫動手術導致球季提前結束，整季他敲出18轟與63分打點。
球季結束後，他與太空人簽下1年245萬美元的合約續留，隔年又簽下1年400萬美元的合約。

### 明尼蘇達雙城
2016年11月30日，卡斯楚與雙城隊簽下3年2450萬美元的合約。他在雙城隊的第一年出賽110場比賽，打擊率為2成42，並敲出10轟與47分打點。
2018年5月16日，卡斯楚因為半月板撕裂傷導致球季提前結束。2019年，由於新秀捕手Mitch Garver的崛起，使得卡斯楚整年只出賽79場比賽。這年他的打擊率為2成32，並敲出13轟與30分打點。

### 洛杉磯天使
2020年1月7日，他與天使隊簽下1年685萬美元的合約。

### 聖地牙哥教士
2020年8月30日，天使隊將卡斯楚交易至教士隊，換來Gerardo Reyes。

### 重返休士頓
2021年1月22日，卡斯楚與太空人隊簽下2年700萬美元的合約。

## 個人生活
卡斯楚在2012年結婚，而他與妻子後來在休士頓創辦一間名為Castro's Kid的機構，用來教導兒童識字。

## 外部連結
- 球員資訊和成績在MLB ，ESPN ，Retrosheet ，Baseball Reference ，Baseball Reference (Minors) ，Fangraphs ，The Baseball Cube （英文）